# People Are Good
«People Are Good» és el seixanta-dosè senzill del grup anglès de música electrònica Depeche Mode, publicat com a setè i darrer senzill del seu àlbum Memento Mori el 5 d'abril de 2024. Van publicar una col·lecció especial de cinc remescles de la cançó enlloc del senzill amb la versió original.
Aquesta cançó és una reminiscència del so industrial dels primers anys de la banda i molt proper al dark wave, amb les lletres sobre l'ideal de persona.
El videoclip va ser llançat només cinc dies després de la finalització de la gira Memento Mori World Tour, i va ser dirigit per Rich Hall amb la direcció artística d'Anton Corbijn. Va ser filmat completament en blanc i negre amb imatges de gent sent aparentment violentes però que en realitat estan realitzant accions bones, capturant el costat més sòrdid de la societat.

## Llista de cançons
| 1.            | «People Are Good» (AC Fool Mix)                                 | 6:55  |
| 2.            | «People Are Good» (Ludwig A.F. Heaven Help Us Mix)              | 3:43  |
| 3.            | «People Are Good» (Depeche Mode v SiGNL: The Good People's Mix) | 6:58  |
| 4.            | «People Are Good» (Obskür Remix)                                | 4:13  |
| 5.            | «People Are Good» (Indira Paganotto Twilight Remix)             | 8:57  |
| Durada total: | Durada total:                                                   | 29:26 |

| 1.            | «Before We Drown» (Chris Avantgarde Extended Remix) | 5:02  |
| 2.            | «Before We Drown» (AC Wet Mix)                      | 5:03  |
| 3.            | «People Are Good» (Indira Paganotto Psy Remix)      | 9:36  |
| 4.            | «People Are Good» (AC Fool Mix)                     | 6:55  |
| Durada total: | Durada total:                                       | 26:36 |